# Cynometra parvifolia
Cynometra parvifolia är en ärtväxtart som beskrevs av Louis René Tulasne. Cynometra parvifolia ingår i släktet Cynometra, och familjen ärtväxter. Inga underarter finns listade i Catalogue of Life.